# Coscinaraeidae
Famille
Les Coscinaraeidae sont une famille de scléractiniaires (coraux durs dits « coraux bâtisseurs de récifs »). Ces espèces sont présentes dans l'océan Pacifique Sud.

## Liste des genres
Selon World Register of Marine Species (21 janvier 2021) :
- Anomastraea Marenzeller, 1901
- Coscinaraea Milne Edwards & Haime, 1848
- Craterastrea Head, 1983
- Horastrea Pichon, 1971

## Publication originale
- (en) Benzoni (d), Arrigoni, Stefani (d) et Stolarski (d), « Systematics of the coral genus Craterastrea (Cnidaria, Anthozoa, Scleractinia) and description of a new family through combined morphological and molecular analyses », Systematics and Biodiversity, vol. 10, no 4,‎ 2012, p. 417-433 (ISSN 1477-2000).

## Référence taxinomique
- (en) NCBI : Coscinaraeidae (taxons inclus) (consulté le 9 décembre 2015)
- (en) WoRMS : Coscinaraeidae Benzoni, F., Arrigoni, R., Stefani, F., Stolarski, J., 2012 (+ liste genres + liste espèces) (consulté le 9 décembre 2015)